# Перюс-ле-Рок
Перю́с-ле-Рок (фр. Peyrusse-le-Roc, окс. Peirussa) — коммуна во Франции, находится в регионе Окситания. Департамент — Аверон. Входит в состав кантона Монбазан. Округ коммуны — Вильфранш-де-Руэрг.
Код INSEE коммуны — 12181.
Коммуна расположена приблизительно в 490 км к югу от Парижа, в 115 км северо-восточнее Тулузы, в 39 км к северо-западу от Родеза.

## Население
Население коммуны на 2008 год составляло 213 человек.
| 1962 | 1968 | 1975 | 1982 | 1990 | 1999 | 2008 |
| ---- | ---- | ---- | ---- | ---- | ---- | ---- |
| 392  | 392  | 383  | 374  | 288  | 229  | 213  |

## Экономика
В 2007 году среди 119 человек в трудоспособном возрасте (15—64 лет) 87 были экономически активными, 32 — неактивными (показатель активности — 73,1 %, в 1999 году было 65,4 %). Из 87 активных работали 79 человек (44 мужчины и 35 женщин), безработных было 8 (3 мужчин и 5 женщин). Среди 32 неактивных 9 человек были учениками или студентами, 11 — пенсионерами, 12 были неактивными по другим причинам.

## Достопримечательности
- Бывшая синагога (XII—XIII века). Памятник истории с 1992 года[3]
- Старые городские ворота (XV века). Памятник истории с 1993 года[4]
- Средневековый крытый рынок. Памятник истории с 1992 года[5]
- Средневековая английская больница. Памятник истории с 1992 года[6]
- Бывшая церковь Нотр-Дам-де-Лаваль (XIII—XIV века). Памятник истории с 1995 года[7]
- Замок Инферьё (XII—XIII века). Памятник истории с 1995 года[8]

## Фотогалерея

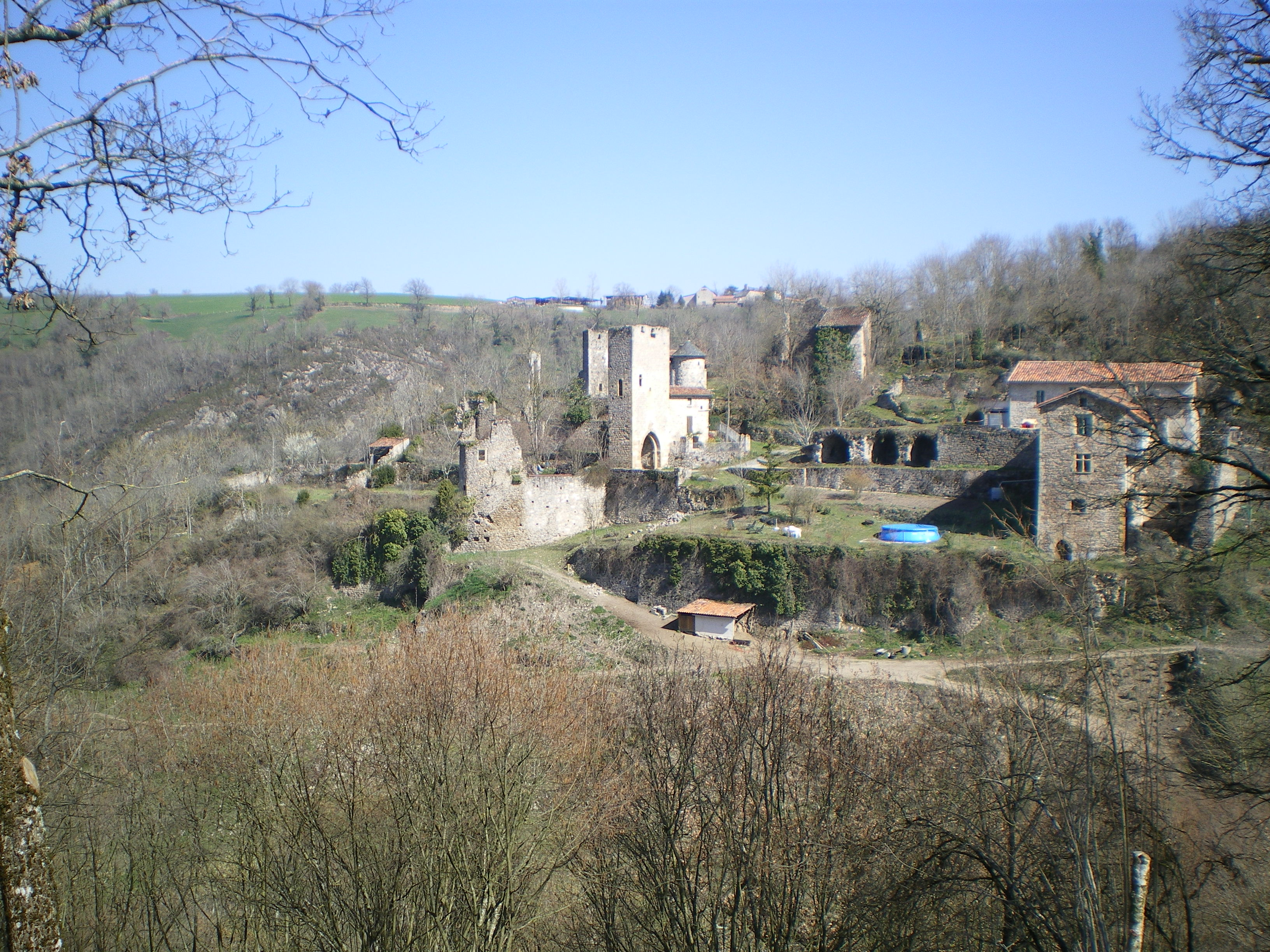
Перюс-ле-Рок
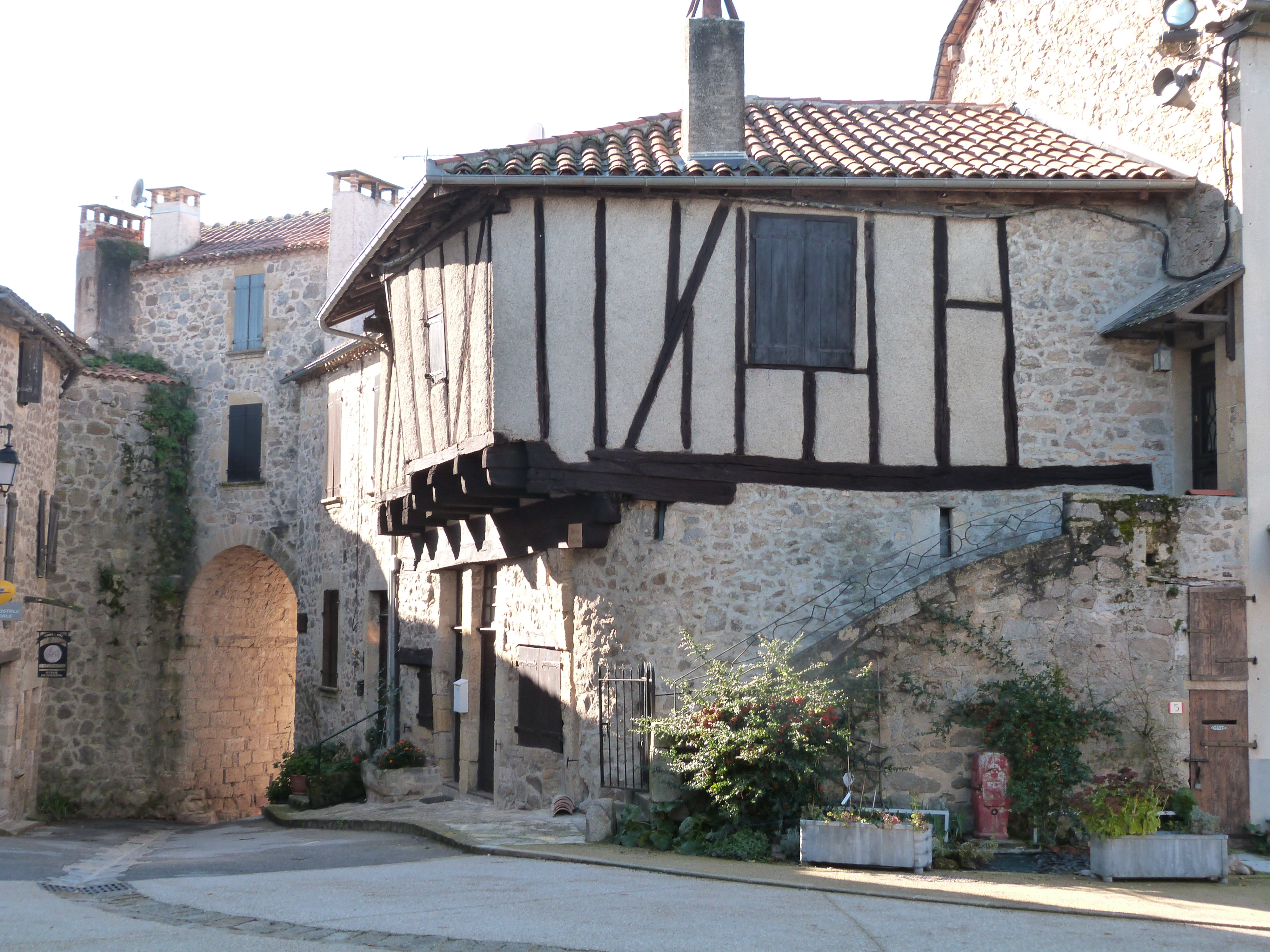
Фахверковый дом и ворота замка Руа
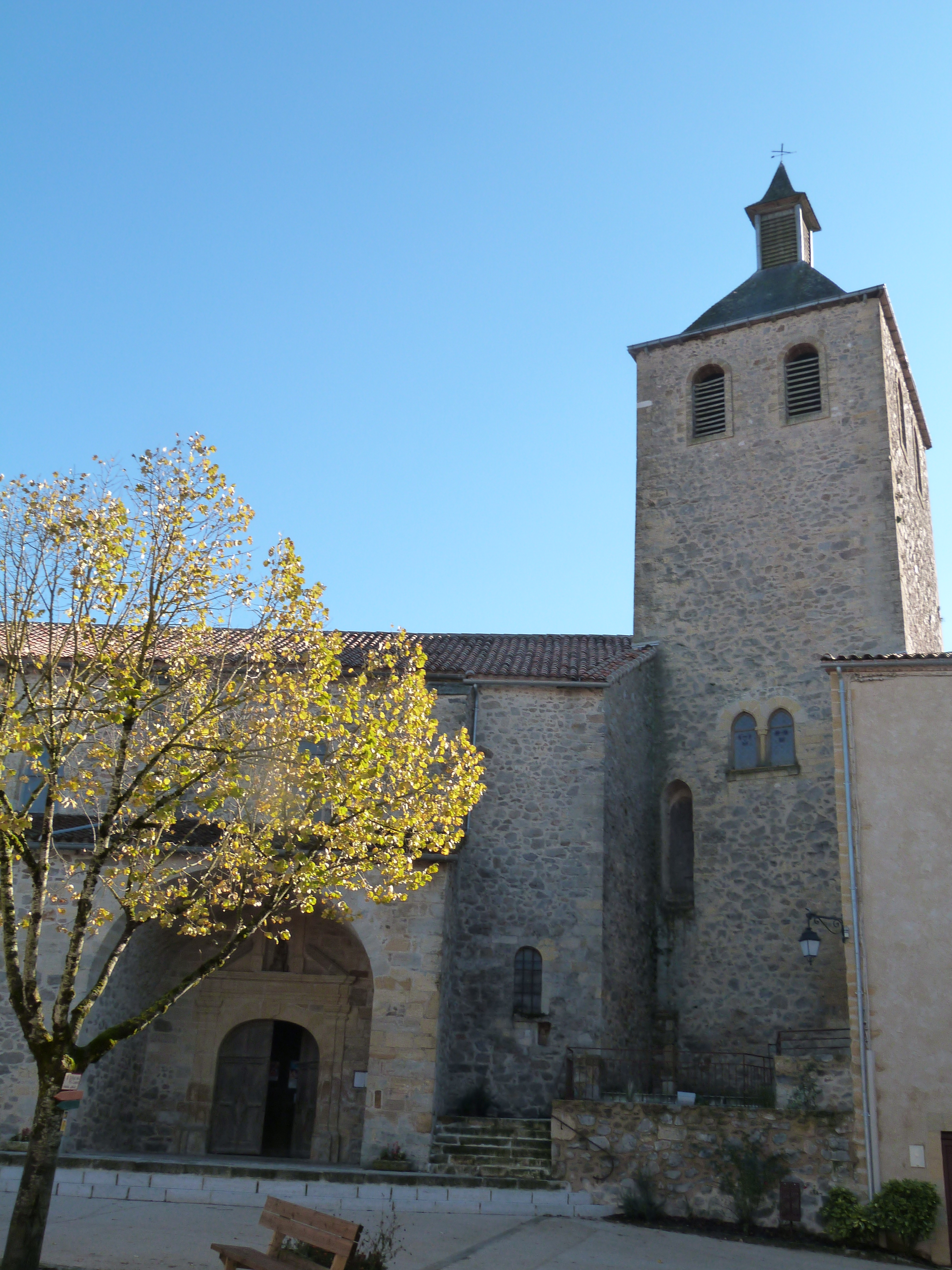
Колокольня церкви
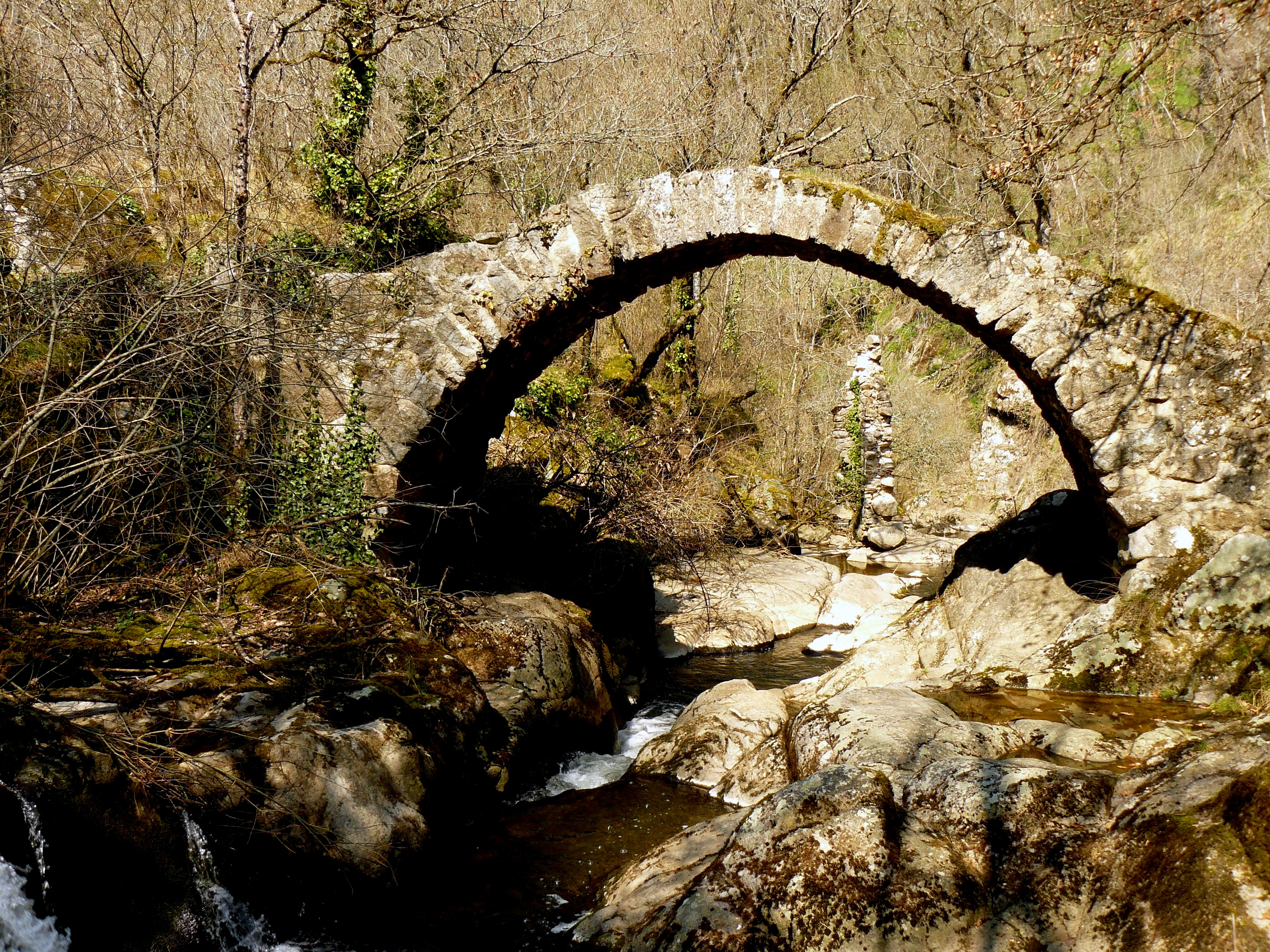
Римский мост